# Rhynia
Rhynia is een geslacht van uitgestorven primitieve vaatplanten (behorend tot de embryofyten) uit het Onder-Devoon. De enige beschreven soort is Rhynia gwynne-vaughanii, die gevonden is in de Schotse Rhynie Chert. Rhynia was een sporofyt die op het land leefde. Het geslacht was duidelijk verder ontwikkeld dan de mossen en was basaal voor moderne vaatplanten.
R. gwynne-vaughanii werd voor het eerst als soort beschreven in 1917. Later werd hier nog R. major aan toegevoegd, maar deze soort werd later omgedoopt in Aglaophyton major, waarmee ze onder een ander geslacht valt. De fossiele exemplaren uit de Rhynie Chert groeiden in de buurt van een silicarijke hete bron. Rhynia groeide samen met andere primitieve vaatplanten als Asteroxylon mackei, een mogelijke voorouder van de Lycopsida; en met voorlopers van vaatplanten als Aglaophyton major, een basale vorm voor alle echte vaatplanten.

## Kenmerken

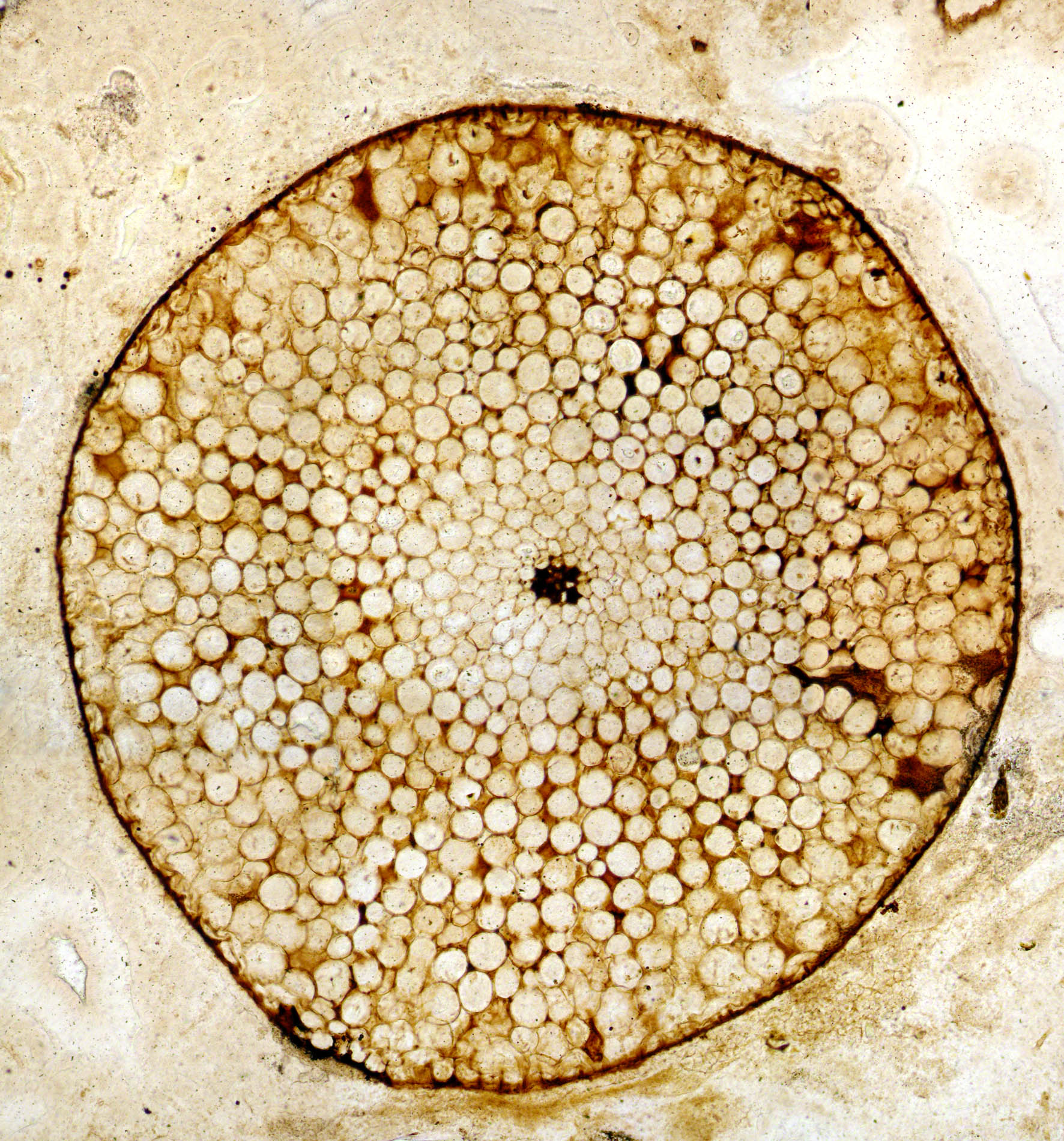
Een doorsnede van een 'stengel' van Rhynia gwynne-vaughanii uit de Rhynie Chert (Onder-Devoon).

Rhynia had een wortelstok die over de bodem liep, waaruit min of meer dichotome vertakkingen in de vorm van stengels omhoog groeiden. De tracheïden (vaten die vloeistoffen omhoog brachten) waren versterkt met ringvormige of schroefvormige verdikkingen van de celwand, die in Aglaophyton misten. Veel populaties moeten uit klonen hebben bestaan. Bewijs voor de voortplanting van de gametofyt zijn gevonden in de vorm van kleine bolvormige gametangia op de stengels van Rhynia, die als fossiel de geslachtsnaam Remyophyton delicatum hebben gekregen. Net als bij Aglaophyton major, Horneophyton lignieri en Nothia aphylla waren de gametofyten van Rhynia slechts van één geslacht per as: ze waren eenhuizig (mannelijk of vrouwelijk). Deze assen waren mede gevormd uit vaatcellen, in tegenstelling tot bijna alle gametofyten bij moderne varens, uitgezonderd het geslacht Psilotum.

## Taxonomie
Twee soorten Rhynia werden aanvankelijk beschreven door R. Kidston en W. H. Lang uit het Rhynie chert-bed: R. gwynne-vaughanii in 1917 en R. major in 1920. R. gwynne-vaughanii werd genoemd door Kidston en Lang ter ere van hun voormalige collega, de botanicus Helen Gwynne-Vaughan. Een studie van het vaatweefsel van de twee door David S. Edwards in 1986 leidde tot de conclusie dat de celstructuur van R. major geen secundaire verdikkingsstaven had die werden gezien in het xyleem van R. gwynne-vaughanii en leek meer op het watergeleidingssysteem (hydrome) van mossporophytes. Zijn conclusie was dat R. gwynne-vaughanii thuishoort bij de vaatplanten, terwijl R. major behoort tot de bryophyta. Dienovereenkomstig bracht hij het over naar een nieuw geslacht als Aglaophyton, waardoor R. gwynne-vaughnii de enige soort van Rhynia bleef. Rhynia is het type geslacht voor de rhyniophyten, opgericht als de onderverdeling Rhyniophytina door Banks, maar sindsdien behandeld in verschillende rangen.